# Liste der Flaggen im Kreis Düren

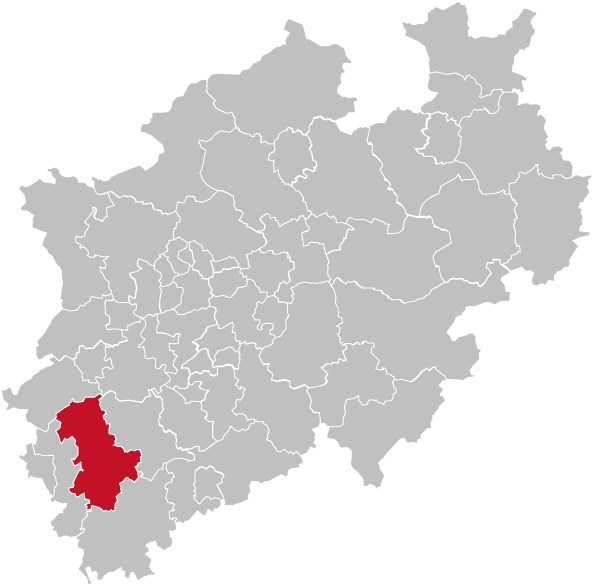
Der Kreis Düren in Nordrhein-Westfalen

Die Liste der Flaggen im Kreis Düren zeigt die offiziellen Flaggen der Städte und Gemeinde des nordrhein-westfälischen Kreises. Die dazugehörigen Wappen sind in der Liste der Wappen im Kreis Düren aufgeführt.

Zur Flagge des Kreises Düren heißt es in seiner Hauptsatzung:
„Der Kreis führt folgendes Wappen: Der Schild, von Gold (=Gelb) und Blau geteilt, zeigt oben einen wachsenden schwarzen Löwen mit roter Zunge, unten einen silbernen (=weißen) Bogen Papier mit einem aufliegenden schwarzen D (für Düren).“
 (Wappen genehmigt am 19. Juni 1942, bestätigt am 27. Oktober 1972)
 „Der Kreis führt folgende Flagge: Blau/gelb gestreift, jeweils 4 Streifen, sowie in der Mitte das Wappen nach Abs. 1.“

## Städte und Gemeinden
| Stadt oder Gemeinde  | Hissflagge                         | Banner                        | Kommentare |
| -------------------- | ---------------------------------- | ----------------------------- | --- |
| Gemeinde Aldenhoven  | laut Hauptsatzung keine Hissflagge |                               | Genehmigt vom RP Köln am 8. Februar 1973: „Die Flagge (das Banner) der Gemeinde zeigt die Farben gelb-schwarz im Verhältnis 1:1 quergestreift mit oben einer blauen Lilie und unten einem schwebenden gelben Kreuz innerhalb eines weißen Lorbeerkranzes.“(Wappenflagge) |
| Stadt Düren          |                                    |                               | Genehmigt ????: „Die Stadt führt folgende Fahnen: 1.Flagge: Flaggentuch Höhe zur Länge im Verhältnis 1:2. Gespalten im Verhältnis 4:5. An der Mastseite geteiltes goldenes Feld, darin oben ein rot bewehrter schwarzer Adler, unten ein rot bewehrter schwarzer Löwe, die Flugseite siebenmal schwarz-rot geteilt; 2.Banner: Schwarz-rot siebenmal gespalten. Im geteilten goldenen Bannerhaupt oben ein rot bewehrter schwarzer Adler, unten ein rot bewehrter schwarzer Löwe.“ |
| Stadt Heimbach       |                                    |                               | Genehmigt ????: „Die Stadt führt ein Wappen. Es zeigt in schwarz einen silbernen Zinnenturm mit rotem Dach, roten Pechnasen und offenem roten Fallgatter, sein Sockel überdeckt mit einem gelehnten goldenen Schildchen, darin ein rot bewehrter und rot gezungter schwarzer Löwe. Die Flagge der Stadt Heimbach zeigt die Farben weiß-schwarz-weiß in Längsstreifen im Verhältnis 1 : 2 : 1 mit dem Stadtwappen in der Mitte.“ |
| Gemeinde Hürtgenwald | laut Hauptsatzung keine Hissflagge |                               | Genehmigt vom RP Köln am 8. Dezember 1975: „Flaggenbeschreibung: Grün-Weiß-Grün im Verhältnis 1:4:1 längsgestreift mit dem etwas über die Mitte nach oben verschobenen Gemeindewappen.“ „Die Flagge wird als Hissflagge benutzt, wobei das Wappen etwas zur Stange verschoben ist.“ Beschreibung des Wappens: „Dreigeteilter Schild: Auf grünem Grund ein goldener (gelber) Göpel; in den drei grünen Feldern je ein silberner (weißer) Kiefernzapfen.“ |
| Gemeinde Inden       |                                    | laut Hauptsatzung kein Banner | Genehmigt vom RP Köln am 6. Mai 1974: „Beschreibung des Wappens: In Blau ein silbernes Schildhaupt, überdeckt durch eine silberne Kirche in Frontalansicht mit stumpfem Dach und silbernem Balken-Dachreiter mit blauem Dach; die beiden Dachecken besteckt mit je einem silbernen, das blaue Dach des Dachreiters mit einem blauen Tatzenkreuz. Im offenen Portal in Blau ein goldener Schild, darin ein rotbewehrter und -bezungter schwarzer Löwe.“ „Beschreibung der Flagge: als Hißflagge: Blau-Weiß-Blau im Verhältnis 1:4:1 längsgestreift, mit dem Wappenschild der Gemeinde Inden in der Mitte.“ |
| Stadt Jülich         | laut Hauptsatzung keine Hissflagge |                               | „Die Flagge (das Banner) der Gemeinde zeigt die Farben gelb-schwarz im Verhältnis 1:1.“ |
| Gemeinde Kreuzau     |                                    | laut Hauptsatzung kein Banner | Genehmigt vom Innenminister des Landes Nordrhein-Westfalen am 20. April 1964: „Das Wappen zeigt unter einem mit einem durchgehenden goldenen (gelben) Kreuz belegten schwarzen Schildhaupt einen schwarzen mit einer roten Zunge bewehrten Löwen in Gold (Gelb). Die Flagge zeigt auf einer von Schwarz und Gelb längsgeteilten Bahn das Wappen der Gemeinde.“ |
| Gemeinde Langerwehe  | laut Hauptsatzung keine Hissflagge |                               | Genehmigt vom RP Köln am 18. August 1972: „Wappenbeschreibung Gespalten – vorn in Gold (Gelb) ein rotbewehrter und -bezungter schwarzer Löwe: hinten in Grün drei (2:1) gestellte schlanke silberne (weiße) Henkelkrüge“ „Flaggenbeschreibung (als Banner) Gelb-Grün im Verhältnis 1:1 längstgestreift mit Wappen der Gemeinde ohne Schild in der Mitte der oberen Hälfte.“ |
| Stadt Linnich        |                                    |                               | Genehmigt ????: „Das Stadtwappen zeigt oben in Gold den schreitenden schwarzen Löwen von Jülich; unten ist in Rot und Gold geschacht. Die Stadt Linnich führt eine Stadtflagge mit den Farben „Schwarz-Gelb“ mit dem Stadtwappen im Mittelfeld.“ |
| Gemeinde Merzenich   | laut Hauptsatzung keine Hissflagge |                               | „Der Gemeinde ist mit Urkunde des Regierungspräsidenten Köln vom 24. Oktober 1975 das Recht zur Führung eines Wappens verliehen worden. Beschreibung: In Rot ein goldener (gelber) Doppeladler, überhöht von einem durchgehenden vierlätzigen, goldenen (gelben) Turnierkragen. Der Gemeinde ist ferner mit Urkunde des Regierungspräsidenten Köln vom 23. Juni 1978 das Recht zur Führung einer Flagge (als Banner) verliehen worden. Beschreibung: Im roten Fahnentuch oben ein goldener Doppeladler überhöht von einem durchgehenden vierlätzigen Turnierkragen.“ |
| Stadt Nideggen       | laut Hauptsatzung keine Hissflagge |                               | „Der Stadt Nideggen ist mit Urkunde des Regierungspräsidenten vom 9. Dezember 1975 das Recht zur Führung eines Wappens verliehen worden. Das Stadtwappen zeigt in Gold (Gelb) einen rotbewehrten und -bezungten Löwen mit der rechten Hinterpranke einen schrägrechts gestellten, blauen Pfeil haltend. Der Stadt Nideggen ist ferner mit Urkunde des Regierungspräsidenten Köln vom 9. November 1976 das Recht zur Führung einer Flagge (als Banner) verliehen worden. Beschreibung der Flagge: Unter quadratischem gelben Bannerhaupt, darin das Emblem des Wappens, schwarz-gelb längsgestreift im Verhältnis 1:1:1:1:1.“ |
| Gemeinde Niederzier  |                                    |                               | „Aufgrund der Beschlüsse des Rates vom 28. November 1974 und 17. November 1975 in Verbindung mit der Genehmigungsurkunde des Regierungspräsidenten in Köln vom 25. August 1975 führt die Gemeinde Niederzier ab 1. Januar 1976 ein Wappen, eine Flagge und ein Siegel. Wappenbeschreibung: Geteilt von Gold (Gelb) nach Schwarz; oben ein schreitender, rotbewehrter und -bezungter, schwarzer Löwe, unten vier goldene (gelbe) Pfähle.“ […] „Beschreibung der Flagge: als Banner: Schwarz-gelb im Verhältnis 1 : 1, 2 : 1 : 1, 2 : 1 : 1, 2 : 1 : 1, 2 : 1 längsgestreift mit dem schreitenden, rotbewehrten und -bezungten schwarzen Löwen im rechteckigen gelben Bannerhaupt; als Hissflagge: Das quadratische Flaggentuch geteilt von Gelb nach Schwarz; oben ein schreitender rotbewehrter und -bezungter schwarzer Löwe; unten vier gelbe Pfähle.“ |
| Gemeinde Nörvenich   | laut Hauptsatzung keine Hissflagge |                               | „Das Wappen der Gemeinde Nörvenich ist durch Erlass des Innenministers des Landes Nordrhein-Westfalen vom 26. Juni 1969 genehmigt worden. Es zeigt ‚in Gold (gelb) über grün geteiltem Schild oben einen wachsenden rot bewehrten Löwen, unten einen schreitenden rot gekrönten und bewehrten, goldenen (gelben) Löwen‘. Der Gemeinde ist ferner durch Erlass des Innenministers des Landes Nordrhein-Westfalen vom 26. Juni 1969 das Recht zur Führung eines Banners verliehen worden. Das Banner der Gemeinde Nörvenich ist gelb-grün-gelb-grün im Verhältnis zu 1:1:1:1 längsgestreift mit dem Inhalt des Gemeindewappens im quadratischen Bannerhaupt.“ |
| Gemeinde Titz        | laut Hauptsatzung keine Hissflagge |                               | „Der Gemeinde Titz ist mit Urkunde des Regierungspräsidenten in Köln, Az. -31.21.04- vom 11. Dezember 1972 das Recht zur Führung eines Wappens verliehen worden. Beschreibung des Wappens: In gold (gelb) ein rotbewehrter und -bezungter schwarzer Löwe, begleitet (heraldisch) rechts von drei, links von zwei sechsstrahligen blauen Sternen; links oben befindet sich ein abnehmender blauer Mond. Der Gemeinde ist ferner mit Urkunde des Regierungspräsidenten in Köln, Az. -31.21.04- vom 11. Dezember 1972 das Recht zur Führung einer Flagge verliehen worden. Beschreibung der Flagge: blau-gelb im Verhältnis 1:1 längs-gestreift mit dem Gemeindewappen in der oberen Hälfte.“ |
| Gemeinde Vettweiß    | laut Hauptsatzung keine Hissflagge |                               | Genehmigt durch den Innenministers des Landes Nordrhein-Westfalen am 24. Mai 1967: „Beschreibung des Wappens: In grün ein goldener (gelber) Schild mit einem schwarzen Löwen, darüber wachsend eine blau gekleidete Muttergottes mit Kind in goldenem (gelbem) Strahlenkranz. Beschreibung des Banners: Grün mit dem Inhalt des Gemeindewappens im oberen Drittel.“ |